# 小行星2942
小行星2942（2942 Cordie）是一颗绕太阳运转的小行星，为主小行星带小行星。该小行星于1932年1月29日发现。
該小行星以美國行星科學家科杜拉·「科迪」·羅賓遜（Cordula "Cordie" Robinson）命名。

## 轨道参数
小行星2942的轨道半长轴为2.2384228 UA，离心率为0.153。